# Fanta Régina Nacro
Fanta Régina Nacro (Tenkodogo, 1962 - presente), realizadora, produtora e argumentista do Burkina Faso, conhecida por ter sido a primeira mulher do país a realizar um filme de ficção e uma longa-metragem. É uma das fundadoras da Associação Africana de Directores e Produtores de Cinema. 
Ela é uma das representantes da “Nouvelle Vague Africana”. Os seus filmes tendem a questionar as tradições do Burkina Faso, enquanto explora a relação entre tradição e modernidade no mundo actual. 

## Percurso
Fanta nasceu no dia 4 de Setembro de 1962, em Tenkodogo, uma região rural do Burkina Faso e pensava ser parteira. Cresce rodeada de contadores de histórias e isso desperta a sua vontade de fazer filmes. Segundo ela, ficou a saber da existência da escola de cinema, o Instituto de Educação Cinematográfica de Ouagadougou (INAFEC) através de um vizinho, desiste de ser parteira e vai estudar para lá. 
A sua primeira experiência cinematográfica surgiu enquanto estudava no INAFEC. O departamento de cinema havia feito uma parceria com o da Universidade Howard liderado pelo professor Abiyi Ford, é nesta altura que conhece a cineasta Zeinabu Davis. Segundo ela, esta experiência ajudou-a a definir o seu futuro papel na indústria cinematográfica. 

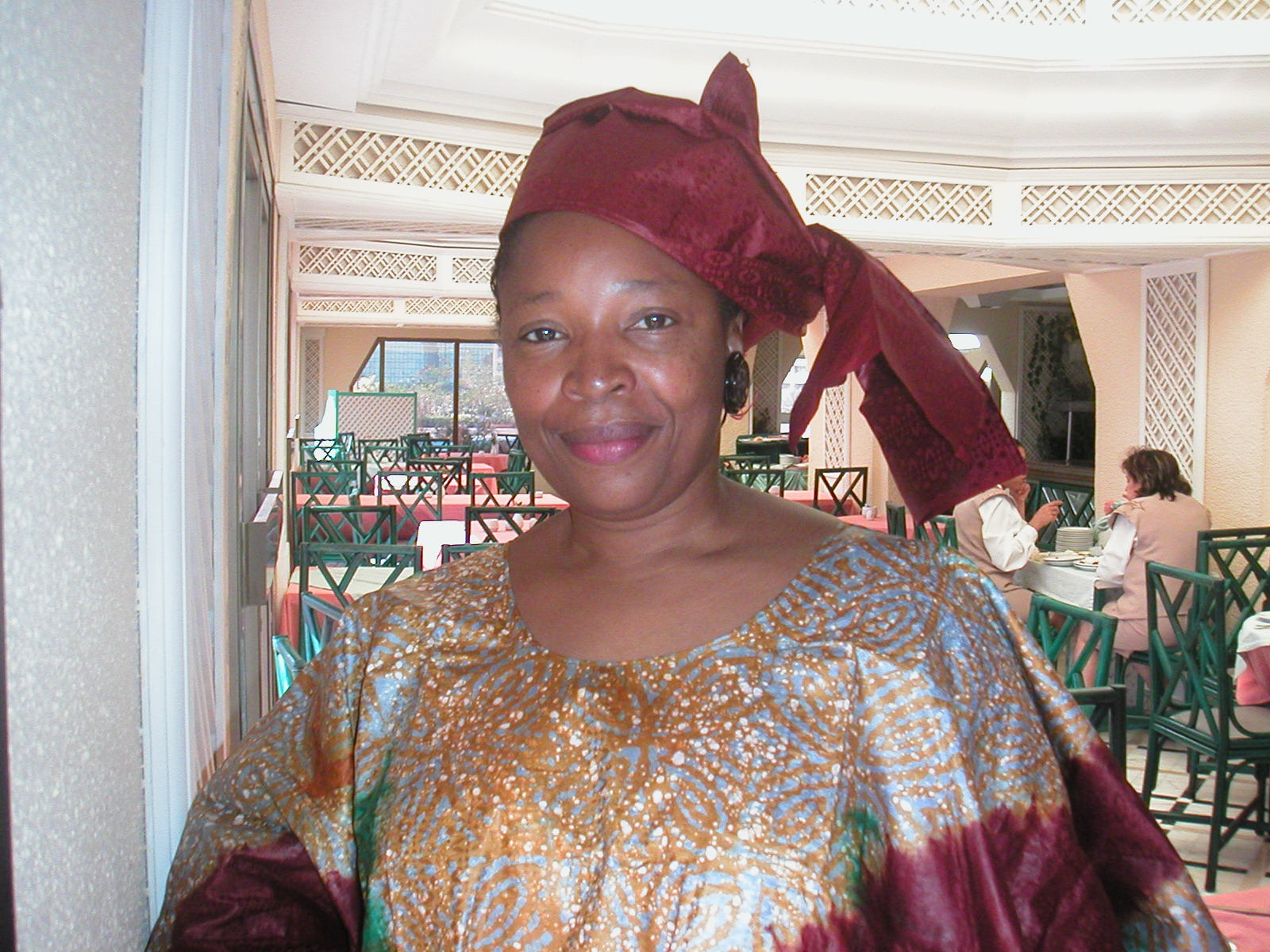

Licencia-se em 1986 no INAFEC e recebe o diploma em ciências e técnicas audiovisuais. De seguida trabalha como anotadora no filme Yam Daabo (A escolha) do realizador Idrissa Ouedraogo que conhecera enquanto estudava. Depois parte para Paris onde tira o mestrado em Estudos Cinematográficos e Audiovisuais, e licencia-se em Cinema na Sorbonne.
A sua primeira curta metragem, Un Certain Matin de 1991, é considerada a primeira ficção cinematográfica realizada por uma mulher africana e estreou nas Jornadas Cinematográficas de Cartago. 
Em 1993 ela cria a sua produtora Les Films du Défi, através da qual procura produzir, criar e distribuir filmes para além de apoiar novos realizadores e despertar a atenção para os filmes produzidos e realizados no continente africano. 
Em 1999, criou com Jean-Marie Teno e Balufu Bakupa-Kanyinda, a Associação Africana de Realizadores e Produtores de Cinema com o objectivo de expandir o trabalho dos realizadores africanos. Esta organização tem feito esforços para chamar a atenção para o cinema africano de maneira a apoiar a indústria. 
As suas curtas e médias metragens que se sucedem, reforçam a sua notoriedade, principalmente Le truc (1998) uma comédia que advoga a utilização do preservativo. A curta Bintou é seleccionada para a Quinzena dos Realizadores do Festival de Cannes e é premiada com o prémio de melhor curta metragem no FESPACO em 2001. Em 2004 a sua longa metragem La Nuit de la vérité, onde aborda os conflitos étnicos também chama a atenção. 

## Selecção de Filmes
O seu primeiro filme foi a curta intitulada de Un Certain Matin (1992), a primeira ficção cinematográfica realizada por uma mulher africana. Desde então ela produziu várias curtas, abordando de forma humorística, as tradições do seu país e as complexas relações entre estas e a modernidade. 
A sua curta Bintou ganhou mais de 20 prémios internacionais e ganhou o prémio de melhor curta no FESPACO em 2001. 
Puk Nini, que significa “abre os teus olhos”, é uma curta em que Nacro brinca com o tema do adultério apresentando o ponto de vista das mulheres e dos homens. Os seus filmes  encorajam a independência feminina e desafia muitos das estruturas de  poder tradicionais que existem entre mulheres e homens, tanto no contexto africano como no de Hollywood. 
A curta Le truc de Konaté, realizada por ela em 1997, aborda os vários mitos por detrás da utilização do preservativo, da sexualidade, da sida, da poligamia e o tema da mudança numa cidade do Burkina Faso. Ela mistura elementos humorísticos com informativos para transmitir informação importante sobre a importância da protecção durante o acto sexual e  a necessidade de as mulheres se emanciparem, principalmente em questões de saúde.
Realiza a sua primeira longa-metragem em 2004, La Nuit de la vérité é o primeiro filme realizado por mulher que aborda os conflitos étnicos em África. 

## Filmografia
Na sua filmografia encontram-se várias curtas e uma longa metragem: 

Curtas
- 1991 : Un Certain Matin

- 1993 : L’École au cœur de la vie

- 1995 : Puk Nini

- 1997 : Femmes capables

- 1997 : La Tortue du Monde

- 1998 : Le Truc de Konaté

- 1999 : Florence Barrigha

- 2000 : Relou

- 2000 : Laafi Bala

- 2001 : La bague au doigt

- 2001 : Une volonté de fer

- 2001 : La voix de la raison

- 2001 : Bintou

- 2002 : En parler ça aide

- 2003 : Vivre positivement

Longa Metragem
- 2004 : La Nuit de la vérité

## Prémios
Fanta Régina Nacro é uma realizadora reconhecida e premiada internacionalmente, no total ganhou mais de 20 prémios e várias nomeações, entre as quais se detacam:
- Pela sua curta-metragem, Un Certain Matin, Nacro recebeu:[24]

1992 - O Tanit d'Or para melhor curta metragem no Festival internacional de Cinema de Cartagena
1992- O Licorne d'Or para melhor curta-metragem no Festival Internacional de Cinema de Amiens
1993 - Ganhou o prémio de melhor curta no Festival internacional de Cinema de Fribourg
- Por Bintou, outra das suas curtas, recebeu vários prémios, nomeadamente: [20][24][12]

2001 - Licorne d’Or no Festival Internacional de Cinema de Amiens
2001- Recebeu o Prémio Kodak para curtas-metragens no Festival de Cannes
2001- Recebeu o Prémio de Melhor curta no Festival Internacional de Cinema das Bermudas
2001- Prémio para Melhor Curta no Festival Internacional de Cinema de Marraquexe
2001- Recebeu vários prémios no FESPACO
2002 - Recebeu o Prémio do Júri no Festival Internacional de Curtas Metragens de Clermont-Ferrand
- A sua longa-metragem La Nuit Verité recebeu vários prémios internacionais, nomeadamente:[2][3][24][25]

2004 - O prémio Montblanc para Melhor Argumento no Festival International de San Sebastian
2004- O Prémio  Sceau de la Paix, no Festival des Films de femmes em Florença (Itália)
2005 - Grand Prix no Festival International de Films de Fribourg (Suíça)
2005 - Ganhou o prémio TV5 no FESPACO (Festival Panafricano do Cinema et de la Televisão de Ouagadougou, Burkina Faso)
2005 - Prémio do Público no Festival Internacional de Primeiros Filmes d’Annonay (França)
2005- Prémio do Público no Festival Panafricana, em Roma (Itália)
2006 - Ganhou o Python Royal, o Grand Prix do Festival Quintessence, em Ouidah (Benim)

Em 2005 foi nomeado para o Festival de Cinema de Tribeca e em 2006 integrou o catalogo do programa Global Film Initiative.

## Reconhecimento
Fanta Régina Nacro é uma das realizadoras homenageadas no documentário Sisters of the Screen de Beti Ellerson, ao lado de Sarah Maldoror, Ngozi Onwurah, Safi Faye (Senegal) e Anne Mungai. 
Em 2020 foi uma das realizadoras convidadas para participar numa conversa sobre o cinema Africano no ciclo Storytelling and West African Cinema, organizado pela curadora Yaëlle Biro do departamento de Artes Africanas do museu MET. 
O seu trabalho tem sido alvo de estudo, nomeadamente o seu filme La Nuit de la verité (The night of truth) analisado em vários artigos académicos. 

## Ligações Externas
Entrevista com Fanta Régina Nacro sobre o seu filme La nuit de la verité
Filme africano em português, English subtitles: Chapéus fora !
Trailer do filme - La nuit de la verité